# Julian Hodgson
Julian Michael Hodgson (nascut el 25 de juliol de 1963), és un jugador d'escacs anglès, que té el títol de Gran Mestre des de 1988.
Va donar-se a conèixer per primera vegada pel seu gran progrés com a juvenil, quan va ser campió de Londres sub-18 amb 12 anys, i va guanyar el campionat britànic sub-21 als 14. Posteriorment, ha estat quatre cops Campió britànic absolut.
Tot i que ha romàs inactiu des de 2003, a la llista d'Elo de la FIDE del setembre de 2020, hi tenia un Elo de 2609 punts, cosa que en feia el jugador número 7 d'Anglaterra. El seu màxim Elo va ser de 2640 punts, a la llista de juliol de 2000 (posició 46 al rànquing mundial).
|  |

## Resultats destacats en competició
Va aconseguir el títol de Mestre Internacional el 1983 i el de Gran Mestre el 1988. Els seus èxits en torneigs inclouen una 2a plaça a l'Open Lloyds Bank de 1986, 1r a l'Open de Gènova de 1988, 2n a Tel-Aviv 1988 i 1r a Dos Hermanas el 1989. Fou un visitant freqüent de l'Obert de Sevilla, on va compartir la primera plaça els anys 1986 i 1988. El 1992, guanyà en solitari, amb 8 punts, el fort Obert d'escacs de Cappelle-la-Grande.
Hodgson guanyà el títol de campió britànic en quatre ocasions, els anys 1991, 1992, 1999 i 2000. El 2000, se sentia tan còmode que va portar la seva pròpia cadira d'executiu i anava rodant de tauler en tauler. Quan no jugava, les seves sessions de comentaris en directe i conferències vespertines als campionats britànics eren sempre ben rebudes pels aficionats i els mestres.
El 1997 va guanyar el Campionat obert del Canadà i va ser co-vencedor del National Open a Las Vegas. A Oxford el 1998, va compartir victòria amb Jonny Hector, per davant de John Nunn i Emil Sutovsky. El 2000, el seu Elo va aconseguir el seu cim amb 2640 punts, i va acabar a mig punt dels líders al World Open.
Durant diversos anys, va participar en les lligues per equips d'Alemanya i Gran Bretanya (la Bundesliga i la 4NCL, respectivament). Des de 2003, la seva participació en competicions ha estat molt limitada, a causa de compromisos amb l'ensenyament.

### Participació en competicions per equips
Jugant per l'equip anglès a les olimpíades d'escacs, Hodgson va guanyar una medalla de bronze a Novi Sad el 1990, seguida d'una medalla de plata individual a Manila el 1992.
El 1997 formà part de l'equip d'Anglaterra que es proclamà vencedor del Campionat d'Europa per equips.
El 1989 formà part de l'equip d'Anglaterra que obtingué la medalla de bronze al Campionat del món d'escacs per equips.

## Estil de joc
A banda d'alguns èxits més formals, Hodgson va desenvolupar un agut i implacable estil de joc atacant, i contra oponents de menys nivell això sovint resultava en devastadores victòries ràpides, de manera que es va guanyar el títol informal de "Grandmaster of Disaster" (en anglès, "Gran Mestre del Desastre").
El major llegat de Julian Hodgson ha estat, però, la resurrecció d'alguns sistemes d'obertura gairebé oblidats. L'atac Trompowsky (1.d4 Cf6 2.Ag5) havia anat de baixa durant molts anys, abans que Hodgson l'adoptés i desenvolupés. En entrevistes, ha revelat que això va néixer de la seva mandra i reticència a aprendre la teoria d'obertures establerta. La Trompowsky aviat es va convertir en la seva arma preferida amb blanques, cosa que va conduir a una sorprenent popularització del sistema de banda d'una generació completa de devots i irònicament, de diverses guies teòriques, contenint una gran quota de les mateixes partides i anàlisis de Hodgson. De fet, el seu tractament expert del sistema va portar el seu company Joe Gallagher a escriure que el sistema s'hauria de canviar de nom a "Atac Hodgson-Trompowsky", un punt de vista compartit per molts altres mestres.
Una versió coneguda, però més fosca del sistema (1.d4 d5 2.Ag5), ha estat anomenada per alguns com l'Atac Hodgson i per altres com la "Pseudo-Trompowsky" o l'"Atac d'alfil de dama".

## Obres
Com a autor de llibres d'escacs i articles en revistes, el seu estil d'escriptura transmet el mateix entusiasme que les seves conferències. És especialment reconegut per la seva sèrie de llibres Attack with Julian Hodgson (Atac amb Julian Hodgson). Els seus principals llibres són:
- Grand Prix Attack: f4 Against the Sicilian, Collier Books, 1985, ISBN 0-02-011430-3
- Chess Traveller's Quiz Book. Cadogan Chess, Londres 1993, ISBN 1-85744-030-7
- Quick Chess Knockouts. Everyman Chess, 1996, ISBN 1-85744-045-5
- Attack with GM Julian Hodgson, Vol. 1. Hodgson Enterprises, Londres 1996, ISBN 0-9529373-0-1
- Attack with GM Julian Hodgson, Vol. 2. Hodgson Enterprises, Londres 1997, ISBN 0-9529373-1-X
- Secrets of the Trompovsky. Hodgson Enterprises, Londres 1997, ISBN 0-9529373-2-8